# ناحیه السبخه
ناحیه السبخه (به عربی: ناحیة السبخة) یک ناحیه در سوریه است که در منطقه رقه واقع شده‌است. ناحیه السبخه ۴۸٬۱۰۶ نفر جمعیت دارد.